# Leonid Kmit
Leonid Kmit (San Pietroburgo, 9 marzo 1908 – Mosca, 10 marzo 1982) è stato un attore sovietico.

## Filmografia parziale

### Attore
- La cospirazione dei morti (Zagovor mёrtvych), regia di Semёn Timošenko (1930)
- Ciapaiev, regia di Georgij Vasil'ev e Sergej Vasil'ev (1934)
- Komsomol'sk, regia di Sergej Gerasimov (1938)
- Komendant Ptič'ego ostrova, regia di Vasilij Pronin (1939)
- Meksikanec, regia di Vladimir Kaplunovskij (1955)
- Soldaty, regia di Aleksandr Ivanov (1956)

## Premi
- Artista onorato della RSFSR
- Artista popolare della RSFSR